# Résolution 34 du Conseil de sécurité des Nations unies
Membres permanents
- Chine
- États-Unis
- France
- Royaume-Uni
- URSS

Membres non permanents
- Australie
- Belgique
- Brésil
- Colombie
- Pologne
- Syrie

Résolution no 33 Résolution no 35
La résolution 34 est une résolution du Conseil de sécurité de l'ONU qui a été votée le 15 septembre 1947 et qui décide que le différend entre la Grèce, d'une part, et l'Albanie, la Bulgarie et la Yougoslavie, d'autre part, soit retiré de la liste des questions dont il est saisi.
Les votes contre sont ceux de la Pologne et de l'URSS.

## Texte
- Résolution 34 sur fr.wikisource.org
- Résolution 34 sur en.wikisource.org